# Ферон
Феро́н (Теро́н) (др.-греч. Θήρων; 540/530 до н. э. — 473 до н. э.) — тиран эллинского сицилийского города Агригента V века до н. э. (около 488—472 до н. э.) из рода Эмменидов, сын Энесидема и правнук Телемаха Родосского, который сверг тирана Фалариса.
Выдвинулся в ходе войны с Карфагеном. Вместе с Гелоном, тираном Гелы, изгнал из Гимеры дружественного Карфагену тирана Терилла. Союз с Гелоном был скреплён браком дочери Ферона — Дамареты с Гелоном, а сам Ферон женился на дочери брата Гелона — Полизела.
Известен как кроткий и умный правитель. При дворе Ферона жили знаменитые поэты Пиндар и Симонид. Ферон принимал активное участие в Олимпийских играх и других общегреческих спортивных состязаниях, посылая туда свои колесницы (их победы воспеты в одах Пиндара).
Ферону наследовал его сын — Фрасидей, но он не смог удержаться у власти и на следующий год (471 год до н. э.) был свергнут Гиероном, тираном Сиракуз, бежал в Мегару[уточнить], где и был казнён.